# The Legends Championship
The Legends Championship is een golftoernooi van de Legends Tour. Het toernooi vindt telkens plaats op de Pete Dye Course van de French Lick Resort in French Lick, Indiana. Het wordt gespeeld in een strokeplay-formule met drie speelronden.

## Winnares
| Jaar | Winnares      | Score | Score | Info                 |
| ---- | ------------- | ----- | ----- | -------------------- |
| 2013 | Lorie Kane    | 213   | –3    | [ 1 ]                |
| 2014 | Laurie Rinker | 137   | –7    | 36-holes (regenweer) |